# 찡찡 막막
"찡찡 막막"은 2016년에 개봉한 대한민국의 영화이다.

## 캐스팅
- 오창경
- 조하영
- 박종대
- 김봉성
- 전영호